# Edeltraud Roller
Edeltraud Roller (* 11. November 1957; † 5. Juni 2020) war eine deutsche Politikwissenschaftlerin und Leiterin des Bereichs „Analyse und Vergleich politischer Systeme“ am Institut für Politikwissenschaft der Johannes Gutenberg-Universität Mainz.

## Leben und Wirken
Edeltraud Roller studierte Soziologie, Politikwissenschaft, Psychologie und Wissenschaftslehre an der Universität Mannheim. Dort arbeitete sie ab 1983 bis 1990 als wissenschaftliche Mitarbeiterin am Sonderforschungsbereich 3 „Mikroanalytische Grundlage der Gesellschaftspolitik“ und ab 1989 zusätzlich am „Lehrstuhl für Politische Wissenschaft und International Vergleichende Sozialforschung“. In Mannheim promovierte sie 1990 auch mit dem Thema Einstellungen der Bürger zum Wohlfahrtsstaat der Bundesrepublik Deutschland.
Von 1990 bis 2003 war Roller als wissenschaftliche Angestellte am Wissenschaftszentrum Berlin für Sozialforschung (WZB) tätig und prägte das Forschungsprogramm der Abteilung „Institutionen und sozialer Wandel“ mit. An der Freien Universität Berlin habilitierte sie 2002 mit dem Thema Die Leistungsfähigkeit von Demokratien.
Im September 2003 erfolgte der Ruf auf den Lehrstuhl für Vergleichende Politikwissenschaft an der Johannes-Gutenberg Universität Mainz. Mit ihren Forschungsarbeiten zur Leistungsfähigkeit demokratischer Systeme, zu der sie auch ihr Hauptwerk „The Performance of Democracies“ veröffentlichte, wurde sie international bekannt. Von 2009 bis 2018 wirkte sie zudem im Graduiertenkolleg Die christlichen Kirchen vor der Herausforderung ‚Europa‘ (1890 bis zur Gegenwart) mit.
Bis 2006 war sie langjährige Sprecherin des Arbeitskreises „Wahlen und Politische Einstellungen“ bei der Deutschen Vereinigung für Politikwissenschaft (DVPW).
Am Aufbau des deutschen Teilprojekts der Studie European Social Survey (ESS) wirkte sie über ein Jahrzehnt federführend mit und gehörte der Leitung der Teilstudie „Gesellschaft und Demokratie in Europa“ an.
Bis zuletzt in Forschung und Lehre aktiv, verstarb Edeltraud Roller im Juni 2020 mit 62 Jahren.

## Werke (Auswahl)
Edeltraud Roller war Autorin und Herausgeberin zahlreicher politikwissenschaftlicher Publikationen.
Monographien
- Einstellungen der Bürger zum Wohlfahrtsstaat der Bundesrepublik Deutschland. Westdeutscher Verlag, Opladen 1992, ISBN 978-3-531-12368-4
- The Performance of Democracies. Political Institutions and Public Policy. Oxford University Press, Oxford 2005, ISBN 978-0-199-28642-3

Herausgeberschaft
- Jan van Deth, Hans Rattinger, Edeltraud Roller (Hrsg.): Die Republik auf dem Weg zur Normalität? Wahlverhalten und politische Einstellungen nach acht Jahren Einheit. Leske und Budrich, Opladen 2000, ISBN 978-3-810-02640-8
- Frank Brettschneider, Jan van Deth, Edeltraud Roller (Hrsg.): Das Ende der politisierten Sozialstruktur? Leske und Budrich, Opladen 2002, ISBN 3-8100-3203-4
- Frank Brettschneider, Jan van Deth, Edeltraud Roller (Hrsg.): Die Bundestagswahl 2002. Analysen der Wahlergebnisse und des Wahlkampfes. VS Verlag für Sozialwissenschaften, Wiesbaden 2004, ISBN 3-8100-4123-8
- Edeltraud Roller, Frank Brettschneider, Jan van Deth (Hrsg.): Jugend und Politik: „Voll normal!“: Der Beitrag der politischen Soziologie zur Jugendforschung. 1. Auflage. Vs Verlag für Sozialwissenschaften, Wiesbaden 2006, ISBN 978-3-531-14383-5
- Dieter Fuchs, Edeltraud Roller (Hrsg.): Lexikon Politik. 100 Grundbegriffe. Philipp Reclam jun., Ditzingen 2007; Paperback 2009, ISBN 978-3-15-010628-0